# Epidemia de ébola de 2014-2015 en Sierra Leona
Un brote epidémico de la enfermedad por el virus del Ébola afectó al país africano de Sierra Leona. El 18 de marzo de 2014, sanitarios de Guinea anunciaron el estallido de una misteriosa fiebre hemorrágica que «golpeaba como un rayo». Fue identificada como el ébola y se extendió a Sierra Leona en mayo de ese año.
El 2 de octubre, se estimaba que unas cinco personas cada hora se infectaban por ébola solamente en Sierra Leona. El número de infectados se ha ido duplicando cada 20 días. El virus del Ébola no es endémico de Sierra Leona o de la región de África Occidental y esta es la primera vez que se descubre el virus allí.

## Antecedentes
En 2014 se descubrió que muestras tomadas para investigar la fiebre de Lassa mostraron evidencias de la existencia de la cepa Zaire ebolavirus del virus del Ébola ya en 2006. Antes del actual brote de esta cepa, el ébola era extraño entre los seres humanos en Sierra Leona o en África Occidental. Se sospecha que los murciélagos frugívoros son portadores naturales de la enfermedad, nativos de esta zona de África y utilizados a menudo como alimento.
Se sabe que los murciélagos son portadores de, al menos, 90 virus diferentes que pueden contagiarse a un humano. Sin embargo, el virus del Ébola tiene diferentes síntomas en los seres humanos. Se necesitan de uno a diez virus para infectar a un humano, pero puede haber millones de estos en una gota de sangre de un enfermo muy avanzado. La transmisión se cree que se produce a través de los fluidos corporales de las personas, así como por el manejo de carne de animales crudos, como los murciélagos y los monos, que son importantes fuentes de proteínas en África Occidental. Los fluidos corporales infecciosos incluyen la sangre, el sudor, el semen, la leche materna, la saliva, las lágrimas, las heces, la orina, las secreciones vaginales, los vómitos y la diarreas. Incluso después de haber superado la enfermedad con éxito, el semen puede contener el virus durante, al menos, dos meses. La leche materna puede contener el virus hasta dos semanas después de la recuperación y la transmisión puede ser posible. En octubre de 2014, se barajó la posibilidad de que el manejo de una sola hoja de papel contaminado sería suficiente para contraer la enfermedad.

## Epidemiología

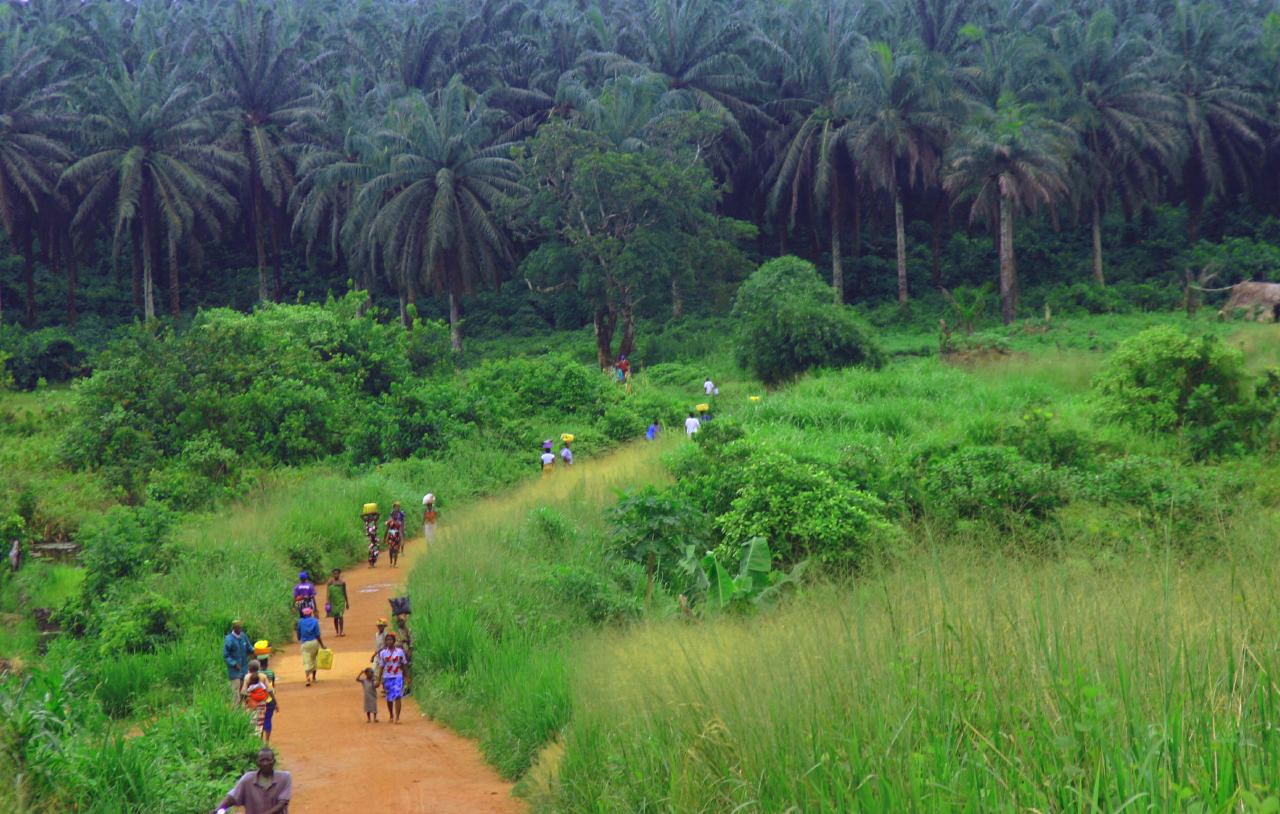
Carretera de Kenema a Kailahun.

### Primavera: primeros casos
A finales de marzo, había ya casos sospechosos, pero no confirmados en Sierra Leona. Sin embargo, el 31 de marzo, el gobierno comunicó que aún no había contagio por ébola en el país.
En abril, el gobierno de Gambia prohibió los vuelos hacia el país africano.
La primera persona reportada como infectada por ébola fue una curandera tribal. Había tratado a una o más personas infectadas y murió el 26 de mayo. De acuerdo con la tradición en esa zona, su cadáver fue lavado para el entierro, y esto pudo provocar más contagios en las mujeres de los pueblos vecinos. Los cadáveres son altamente contagiosos tras la muerte, por lo que es necesario tomar precauciones tales como trajes de bioseguridad. La práctica de besar y tocar a los muertos en esta región, ha contribuido a la difusión del ébola. Sin embargo, tampoco es cierto que seguir los protocolos de la OMS al pie de la letra asegure el no contagio del ébola.
El 27 de mayo, se reportaron 5 fallecimientos por ébola y  16 nuevos contagios. Entre el 27 y el 30 de mayo, el número de casos de ébola confirmados y probables aumentó de 16 a 50. Para el 9 de junio, el número de casos era ya de 42 confirmados y 113 por probar, con un total de 16 muertes causadas por el virus.

### Verano: crecimiento continuado

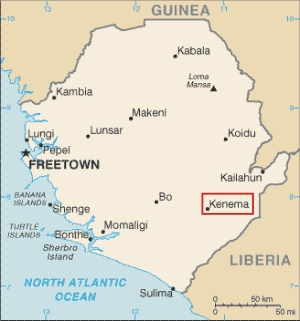
El doctor Sheik Umar Khan trabajaba en la ciudad de Kenema (resaltada en el mapa).

El 12 de junio, el país declaró el estado de emergencia en el distrito de Kailahun, donde se anunció el cierre de escuelas, cines, lugares de ocio nocturno y la frontera del distrito con Guinea y Liberia, donde todos los vehículos estarían sujetos a controles policiales. El gobierno anunció el 11 de junio el cierre de todas sus fronteras, pero los ciudadanos acostumbran a pasar la línea fronteriza por pasos no oficiales y poco controlados, lo que complicó la labor de las autoridades. Las lluvias estacionales que caen en junio y agosto interfirieron en la lucha contra el ébola, y en algunos casos, causaron inundaciones en zonas del país.
El 11 de julio, se informó del primer caso de ébola en la capital sierraleonesa, Freetown; sin embargo, la persona había viajado a la capital desde otra zona del país. En ese momento, había más de 300 casos confirmados y 99 muertes por ébola. Hubo otro caso antes de que finalizase el mes.
El 29 de julio, el médico Sheik Umar Khan, único experto en fiebre hemorrágica en Sierra Leona, murió tras contagiarse de ébola en su clínica de Kenema. Khan había trabajado durante mucho tiempo con la fiebre de Lassa, una enfermedad que mata a unas 5000 personas al año en África. El doctor había ampliado su clínica para acoger a pacientes de ébola. El presidente de Sierra Leona, Ernest Bai Koroma, catalogó a Khan como «héroe nacional».
El 30 de julio, fue declarado el estado de emergencia en todo el país y se desplegaron tropas para controlar la cuarentena en las zonas calientes.
En agosto, las campañas de sensibilización en Freetown, capital sierraleonesa, fueron difundidas a través de la radio y megafonía pública. También en ese mes, el país aprobó una ley que somete a penas de dos años de prisión a todos aquellos sospechosos de contagio que se escondan o huyan. En el momento de la promulgación de la ley, un alto parlamentario fue crítico con los errores de los países vecinos respecto al brote. También a inicios de agosto, se canceló la Liga Premier de fútbol.

### Septiembre: crecimiento exponencial y toques de queda

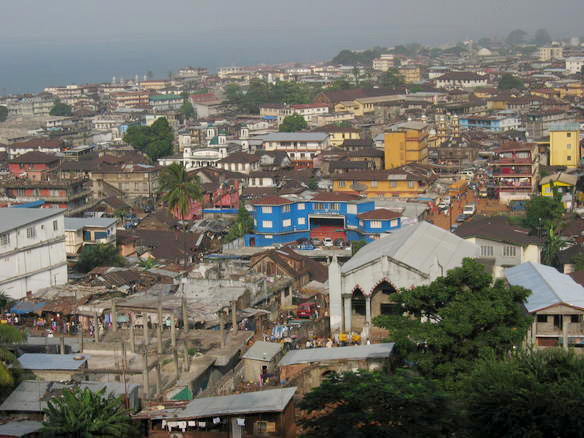
Vista de la capital, Freetown (2004).

El 12 de septiembre de 2014, había 20 casos de ébola detectados en laboratorios de la capital sierraleonesa. Uno de los problemas era que los ciudadanos dejaban los cadáveres en las calles. El 6 de septiembre de 2014, había 60 casos en Freetown, de los cerca de 1100 que había en todo el país en ese momento. Sin embargo, no todo el mundo acudía a los médicos para ser tratado. Un doctor dijo que el sistema de salud de la capital no estaba funcionando. Al mismo tiempo, la médico de Freetown Olivette Buck cayó enferma y murió de ébola el 14 de septiembre. La población de Freetown en 2011 era de unos 941 000 habitantes.
Por el 17 de septiembre, los equipos de enterradores estaban luchando por mantenerse al día para evitar la descomposición de los cadáveres; 20 o 30 cuerpos debían ser enterrados por día. Los equipos viajaban en motocicleta para recoger muestras de los cadáveres y saber si la muerte se debía a la enfermedad por el virus del Ébola. Freetown dispone de un laboratorio donde poder realizar la prueba del ébola.
La Organización Mundial de la Salud (OMS) estimó el 21 de septiembre que la capacidad de Sierra Leona para tratar casos de ébola era de tan solo 532 camas. Los expertos apostaron por una mayor respuesta y señalaron que esta epidemia podría destruir a Sierra Leona y Liberia. En ese momento, se estimó que si el ébola se propagara a través de Sierra Leona y Liberia, la cantidad de víctimas mortales podría ser de hasta 5 millones de personas —la población de Liberia es de aproximadamente 4,3 millones y la de Sierra Leona de unos 6,1 millones de personas—.
En un intento de controlar la enfermedad, Sierra Leona impuso un toque de queda de tres días sobre su población, del 19 al 21 de septiembre. Durante este período, se crearon equipos de vigilancia comunitario del ébola y 28 500 trabajadores y voluntarios autorizados fueron de puerta en puerta ofreciendo información de cómo prevenir la enfermedad. Había una preocupación: un toque de queda de más de 72 horas podría ser contraproducente.

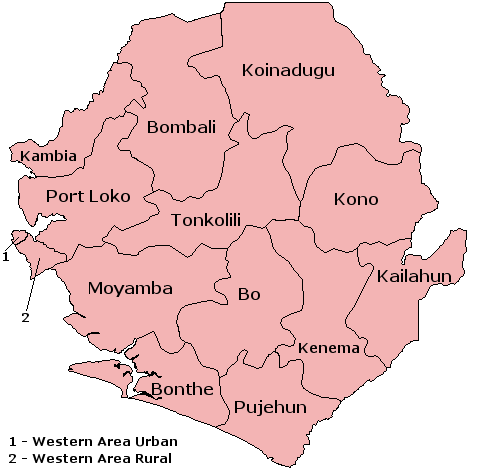
Los distritos de Port Loko, Bombali y Moyamba fueron añadidos a la cuarentena el 25 de septiembre.

El lunes 22 de septiembre, el gobierno consideró que la medida excepcional había surtido efecto y que no se prorrogaría. El 80 % de los hogares seleccionados habían sido visitados e informados. Un total de unos 150 casos nuevos fueron descubiertos, aunque no se habían recibido informes de lugares remotos. Uno de los incidentes que tuvo lugar durante el toque de queda fue un ataque a un equipo de enterradores.
El 25 de septiembre, el ejecutivo de Ernest Bai Koroma decretó en tres distritos un toque de queda en otro esfuerzo por intentar contener la epidemia. La medida afectó a unas 1,2 millones de personas de los distritos de Port Loko, Bombali y Moyamba. En la capital, Freetown, todas las casas con contagios fueron puestas en cuarentena. Solamente se permitía la entrada a la zona a los suministros y servicios esenciales. La OMS observó un fuerte aumento de los casos en estas áreas.
A finales de septiembre, cerca de dos millones de personas se encontraban en áreas con toque de queda, que incluyen los distritos de Kailahun, Kenema, Bombali, Tonkolili y Port Loko.
El número de casos parecía estar duplicándose cada 20 días, lo que llevó a estimar que en enero de 2015, el número de casos en Sierra Leona y Nigeria podría crecer hasta los 1,4 millones de habitantes. A partir de enero de 2015, si ese nivel de crecimiento exponencial continúa, el número de casos podría crecer hasta los 100 millones de personas en junio de ese año y a 1000 millones en agosto. Afectaría al resto de la población antes de 2016. Para comparar estos datos cabe destacar que la población de toda África es de unos 1000 millones de personas.
A 25 de septiembre, había confirmados oficialmente 1940 casos y 587 muertes por ébola; sin embargo, muchos reconocieron que los datos estaban a la baja y que había un número creciente de casos en la capital, Freetown.
El último distrito del país que no había sido afectado por el ébola reportó casos de contagio. Según Abdul Sesay, un funcionario sanitario local, se comunicaron 15 muertes con dos casos positivos de ébola el 16 de octubre en la localidad de Fakonya. El pueblo se encuentra a 60 kilómetros de la ciudad de Kabala, en el centro de una región montañosa del distrito de Koinadugu. Se han declarado contagios de ébola en todos los distritos de Sierra Leona.

### Octubre: autoridades desbordadas

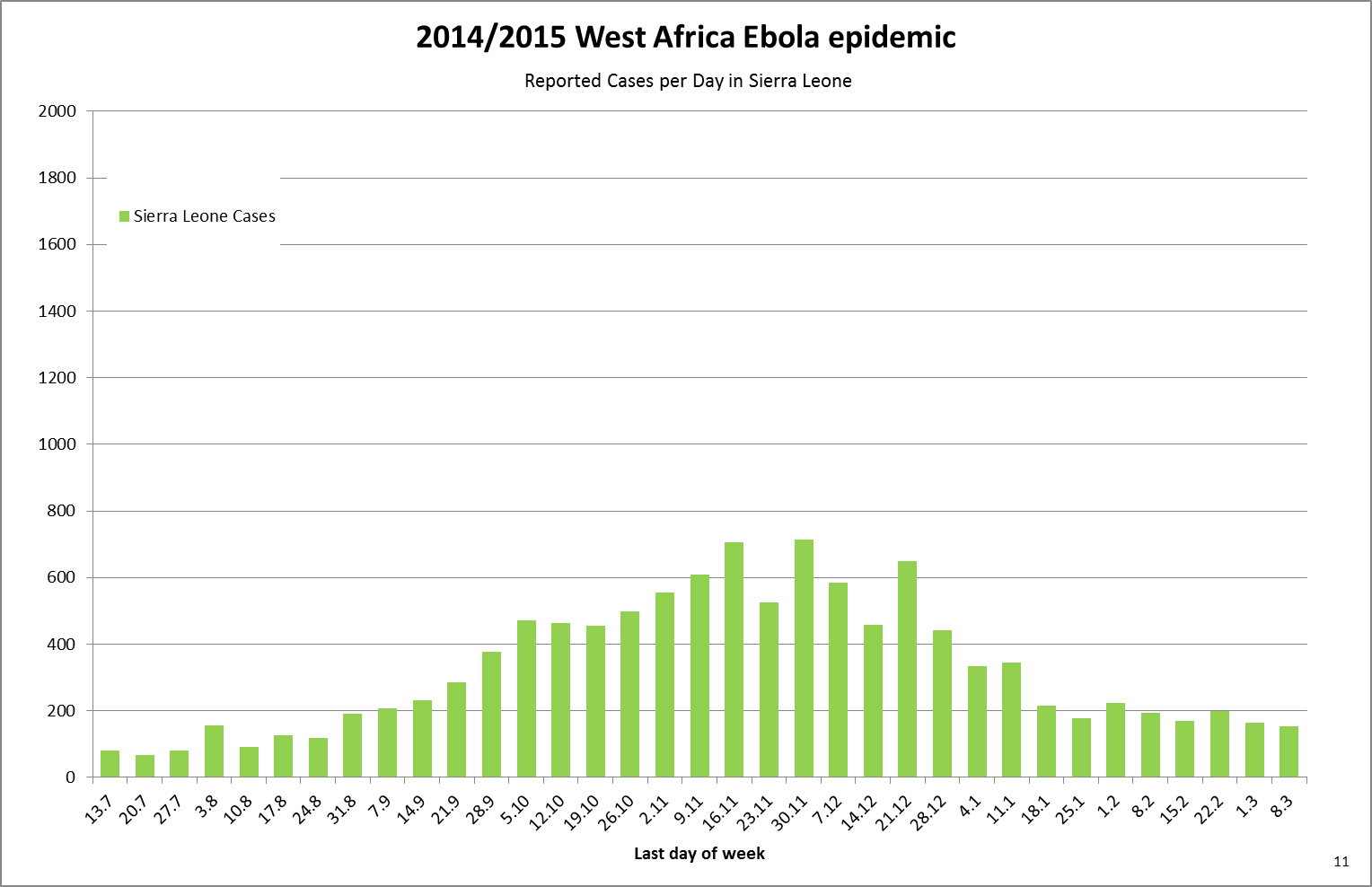
Casos reportados por día en Sierra Leona (los días se encuentran en el formato día.mes; así el día 13.7 se refiere al 13 de julio).

En octubre, se observó que los hospitales del país se estaban quedando sin suministros. En la semana previa al 2 de octubre, hubo 756 nuevos casos y el ébola se extendía de una manera rapidísima. A inicios de octubre, se habían detectado en los laboratorios 2200 casos confirmados y más de 600 personas habían fallecido a causa de la fiebre hemorrágica. La epidemia también se cobró la vida de cuatro médicos y 60 enfermeras a finales de septiembre. Sierra Leona solo reporta como datos confirmados los detectados en laboratorio, por lo que el número real de víctimas es más alto.
Sierra Leona estaba considerando hacer clínicas de atención reducidas, para poner en cuarentena a las víctimas del ébola y evitar el contagio a sus familias con atención domiciliaria y centros de atención plena. Estos centros de aislamiento ofrecían una alternativa a las clínicas saturadas de pacientes. El problema que está enfrentando el país es el de 726 nuevos casos de ébola pero tan solo 330 camas disponibles.
162 sanitarios provenientes de Cuba llegaron a Sierra Leona a principios de octubre, añadiéndose a los 60 que estaban allí desde septiembre. En ese momento, había unas 327 camas para pacientes de ébola en el país. Asimismo, Canadá anunció que enviará un segundo laboratorio móvil y más personal médico a Sierra Leona el 4 de octubre.
Hubo informes de enterradores en estado de embriaguez que hacen las tumbas poco profundas para los muertos por ébola, por lo que la fauna desentierra los cadáveres y se los come. Además, en algunos casos, los cuerpos tardan en enterrarse días, ya que nadie va a recogerlos. A principios de octubre, un jefe de un equipo de enterradores dijo que había montones de cadáveres sin enterrar al sur de la capital sierraleonesa. Uno de los problemas es que ha sido difícil proteger a los sanitarios locales y no hay dinero suficiente para evacuarlos. Mientras tanto, otras enfermedades como la malaria, la neumonía y la diarrea no pueden ser tratadas, ya que el sistema sanitario se ha volcado con el ébola.
El 7 de octubre, Canadá envió un avión Lockheed C-130 Hercules con 128 000 mascarillas a Freetown. El 9 de octubre, la Carta Internacional sobre el Espacio y Grandes Catástrofes fue activada debido a la situación en Sierra Leona. Es la primera vez que sus activos de imagen por satélite son desplegados en un papel epidemiológico.
El 14 de octubre, 800 soldados sierraleoneses enviados como apoyo a un contingente de paz desplegado en Somalia fueron puestos en cuarentena, ya que uno de ellos dio positivo por ébola.

## Capacidad sanitaria

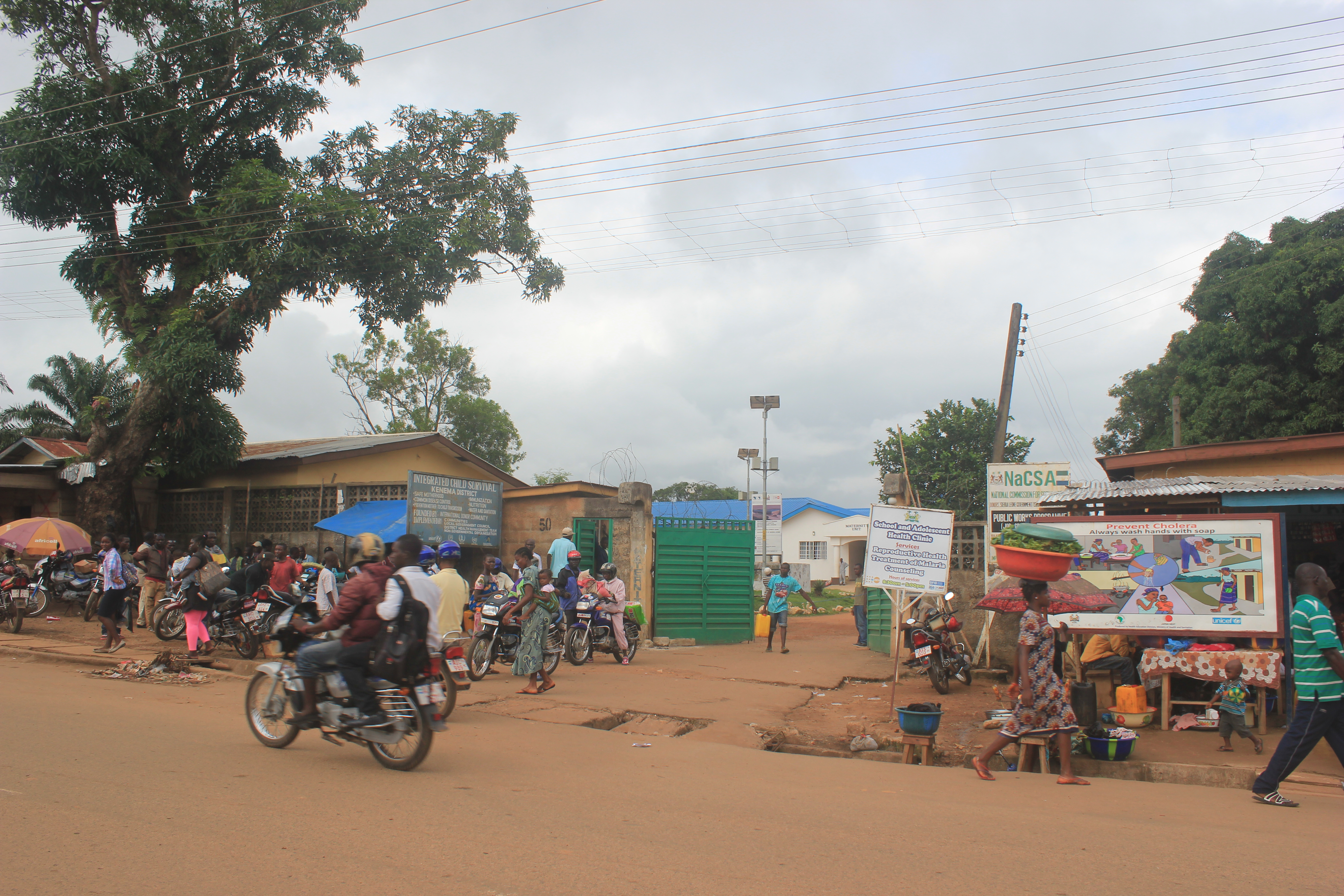
Centro hospitalario de Kenema, ciudad situada en el sureste del país.

El 26 de agosto, la OMS cerró uno de los dos laboratorios del país después de que un sanitario que trabaja en ellos se infectara. El laboratorio se encontraba en el distrito de Kailahun, una de las zonas más afectadas. Algunos creen que esta medida afecta a los esfuerzos por dar una respuesta a la epidemia en este distrito. Según Christy Feig, portavoz de la OMS, «es una medida temporal para cuidar el bienestar de los trabajadores restantes». No especificó cuanto tiempo duraría el cierre del laboratorio, pero dijo que se reabriría después de que la OMS realizara una evaluación de la situación. El sanitario, uno de los primeros trabajadores de la OMS infectados, fue atendido en el hospital de Kenema (en la imagen) y luego fue evacuado a Alemania. El 4 de octubre, se comunicó que el contagiado se había recuperado y que había dejado el país germano.
A medida que la epidemia de ébola crecía, el sistema sanitario se iba resintiendo, lo que llevó a un incremento de muertes por otras enfermedades como la malaria, la diarrea y la neumonía, ya que no estaban siendo tratadas. Sierra Leona perdió a tres de sus mejores profesionales sanitarios a finales de agosto a causa del ébola. Un cuarto médico enfermó de ébola en septiembre y murió ese mismo mes.
A 23 de septiembre de 2014, 61 de los 91 sanitarios infectados por el ébola habían muerto. La OMS estimó el 21 de septiembre que la capacidad de Sierra Leona para tratar casos de ébola era insuficiente, ya que solo se contaba con 532 camas.
El 27 de agosto, el doctor Sahr Rogers murió de ébola tras contraer la enfermedad trabajando en Kenema. La doctora Olivette Burck era una médico que trabaja en Freetown; dio positivo en ébola el 9 de septiembre y murió el día 14 de ese mes. Su personal piensa que ella se contagió en agosto y que finalmente fue con cuadro febril al hospital de Lumley el 1 de septiembre, pensando que la enfermedad que tenía era la malaria. Después de unos días, fue ingresada en el hospital de Connaught.

## Evacuaciones y repatriaciones
Desde el inicio del brote epidémico a finales de mayo, varias personas habían sido evacuadas desde Sierra Leona. La creciente faltas de cama, equipo médico y personal de atención primaria hacen que el tratamiento en el país africano.
El 24 de agosto, William Pooley, una enfermera británica, fue evacuada desde Sierra Leona. Fue dada de alta el 3 de septiembre.
El 20 de septiembre, se confirmó que un misionero español, Manuel García Viejo, director médico del Hospital San Juan de Dios de la ciudad sierraleonesa de Lunsar, estaba infectado de ébola. El religioso y la Orden Hospitalaria de San Juan de Dios pidieron su repatriación a España. Fue trasladado a España y falleció el 25 de septiembre de 2014.
Un médico sengalés contrajo ébola mientras trabajaba para la OMS en Sierra Leona. Fue evacuado a Alemania a finales de agosto y el 4 de octubre se anunció que estaba recuperado, por lo que volvió a su país natal.
A finales de septiembre, un médico que trabajaba para una organización de ayuda internacional en Sierra Leona fue evacuado a Suiza, después de haber estado expuesto potencialmente a la enfermedad. Las pruebas realizadas dieron negativo.
También a finales de septiembre, un médico estadounidense que trabajaba en Sierra Leona fue evacuado a Maryland, después de haber estado expuesto al ébola. «Que alguien esté expuesto al virus mortal no significa que esté infectado», dijo Anthony S. Fauci, del National Institute of Allergy and Infectious Diseases perteneciente al NIH.
A principios de octubre, un médico ugandés que contrajo el virus mientras trabajaba en Sierra Leona fue evacuado a Fráncfort del Meno, Alemania, para recibir tratamiento. El médico estaba trabajando en el hospital de Laaka y fue evacuado desde el Aeropuerto de Freetown-Lungi.
El 6 de octubre, una trabajadora noruega de Médicos sin Fronteras dio positivo en ébola y repatriada posteriormente. En la tarde del 7 de octubre, un avión de evacuación médica que llevaba a la paciente infectada aterrizó en la zona militar del Aeropuerto de Oslo-Gardermoen. La paciente fue trasladada al Hospital Universitario Ullevål, donde fue aislada. Fue tratada con ZMAb, variante del suero experimental ZMapp. El ZMapp fue utilizado en cuatro occidentales, de los cuales, 3 sobrevivieron.

## Restricciones de viaje

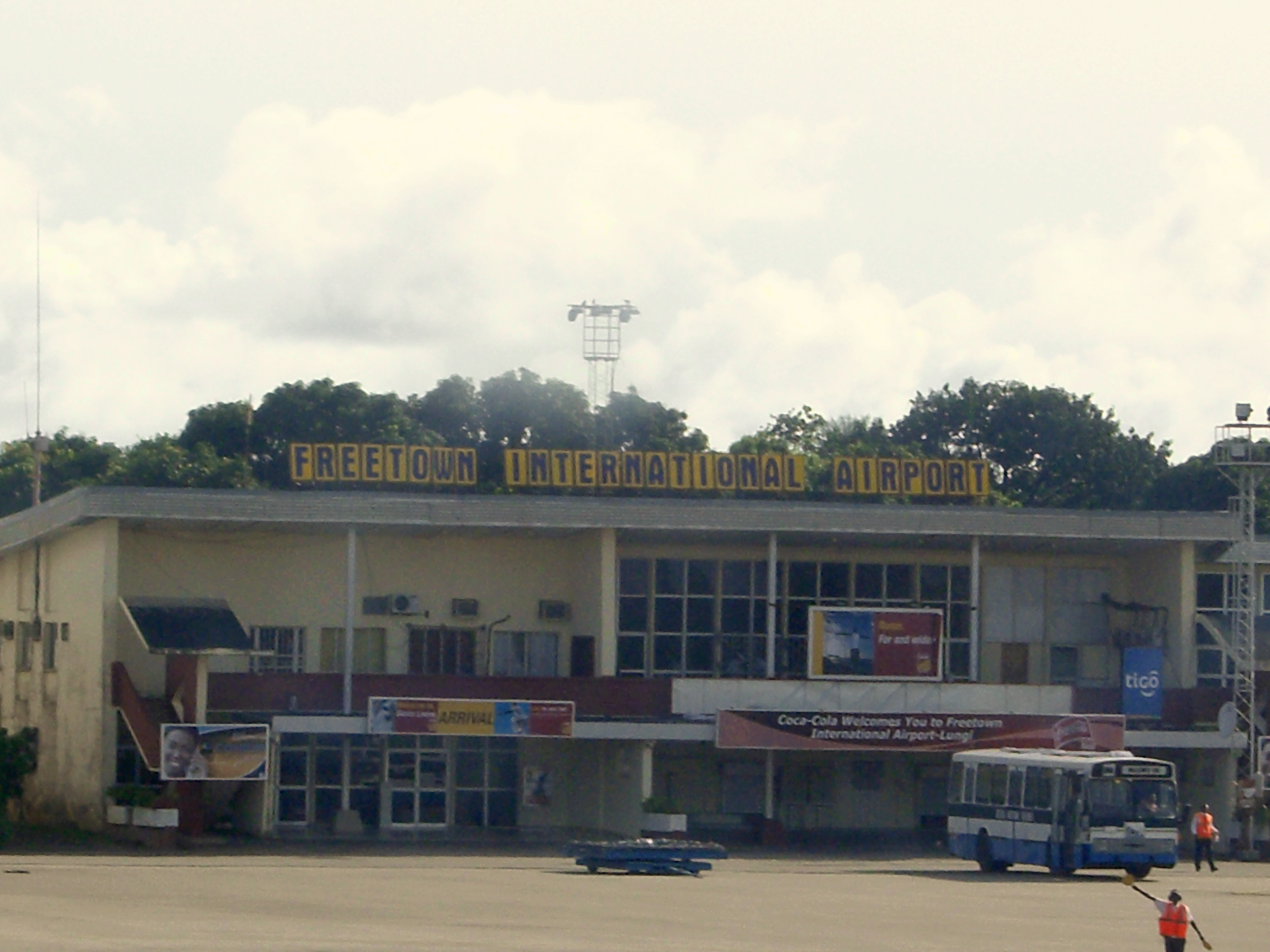
Aeropuerto Internacional de Freetown-Lungi.

Hay varias restricciones y cuarentenas en Sierra Leona y el estado de emergencia fue decretado el 31 de julio. Los países con mayor riesgo de transmisión de la enfermedad en África son Benín, Burkina Faso, Costa de Marfil, Guinea-Bisáu, Malí y Senegal.
- En abril, Gambia prohibió el transporte aéreo a Sierra Leona.[14]
- El 11 de junio, Sierra Leona cerró sus fronteras con Liberia y Guinea.[24]
- En julio, aerolíneas de Nigeria y Togo cancelaron vuelos a Freetown.[102]
- El 1 de agosto, Ghana prohibió los vuelos procedentes de varios países afectados por la epidemia, incluyendo Sierra Leona.[104]
- El 10 de agosto, Mauritania prohibió la entrada a ciudadanos sierraleoneses.[105]
- El 11 de agosto, Costa de Marfil bloqueó los viajes desde Sierra Leona, Libera y Guinea.[106] La restricción fue levantada el 26 de agosto.[107]
- El 21 de agosto, Sudáfrica prohibió los viajes procedentes de Sierra Leona, Liberia y Guinea. Tan solo se permitió la entrada de ciudadanos sudafricanos provenientes de estos países.[108]
- El 22 de agosto, una aerolínea keniata puso restricciones a los vuelos de Sierra Leona, diciendo que el brote se estaba subestimando.[109]
- El 22 de agosto, Senegal bloqueó el transporte aéreo a Sierra Leona, Liberia y Guinea.[110]
- En septiembre, las restricciones a la Federación de Fútbol de Sierra Leona continuaron.[111]
- En octubre, Trinidad y Tobago prohibió los viajes procedentes de los países afectados, incluyendo Sierra Leona.[112]
- En octubre, Jamaica, Colombia, Guyana y Santa Lucía también prohibieron los viajes desde los países con contagio generalizado.[113]

## Fin de la emergencia
El 7 de noviembre Sierra Leona informó que habían pasado 42 días sin reportar un caso nuevo, por lo que se declaró libre de la enfermedad, Guinea, el 29 de diciembre, y Liberia el 14 de enero. Antes, el virus había matado a más de 11.300 personas en la región.

## Cultura
Un disc jockey sierraleonés utiliza su programa, que se transmite en 35 estaciones de radio, para compartir conocimientos sobre el ébola. Esto ayuda a la gente de las zonas rurales a informarse sobre la enfermedad.